# 카판노리
카판노리(이탈리아어: Capannori)는 이탈리아 토스카나주 루카도에 있는 코무네이다.
2008년 영화 《안나 성당의 기적》에 등장하기도 했다.

## 자매 도시
- 프랑스 라고드
- 독일 로스하임 암 제